# Pat Flaherty
Pat Flaherty (6 de janeiro de 1926 – 9 de abril de 2002) foi um automobilista estadunidense.

## Corridas
Ele esteve em seis 500 milhas de Indianápolis, quando a prova fazia parte do calendário da Fórmula 1 de 1950 até 1960: 1950, 1953, 1954, 1955, 1956 e 1959. Flaherty largou na pole position e venceu-a em 1956. Pat Flaherty marcou ao todo 8 pontos em sua carreira.